# Nils Nixon

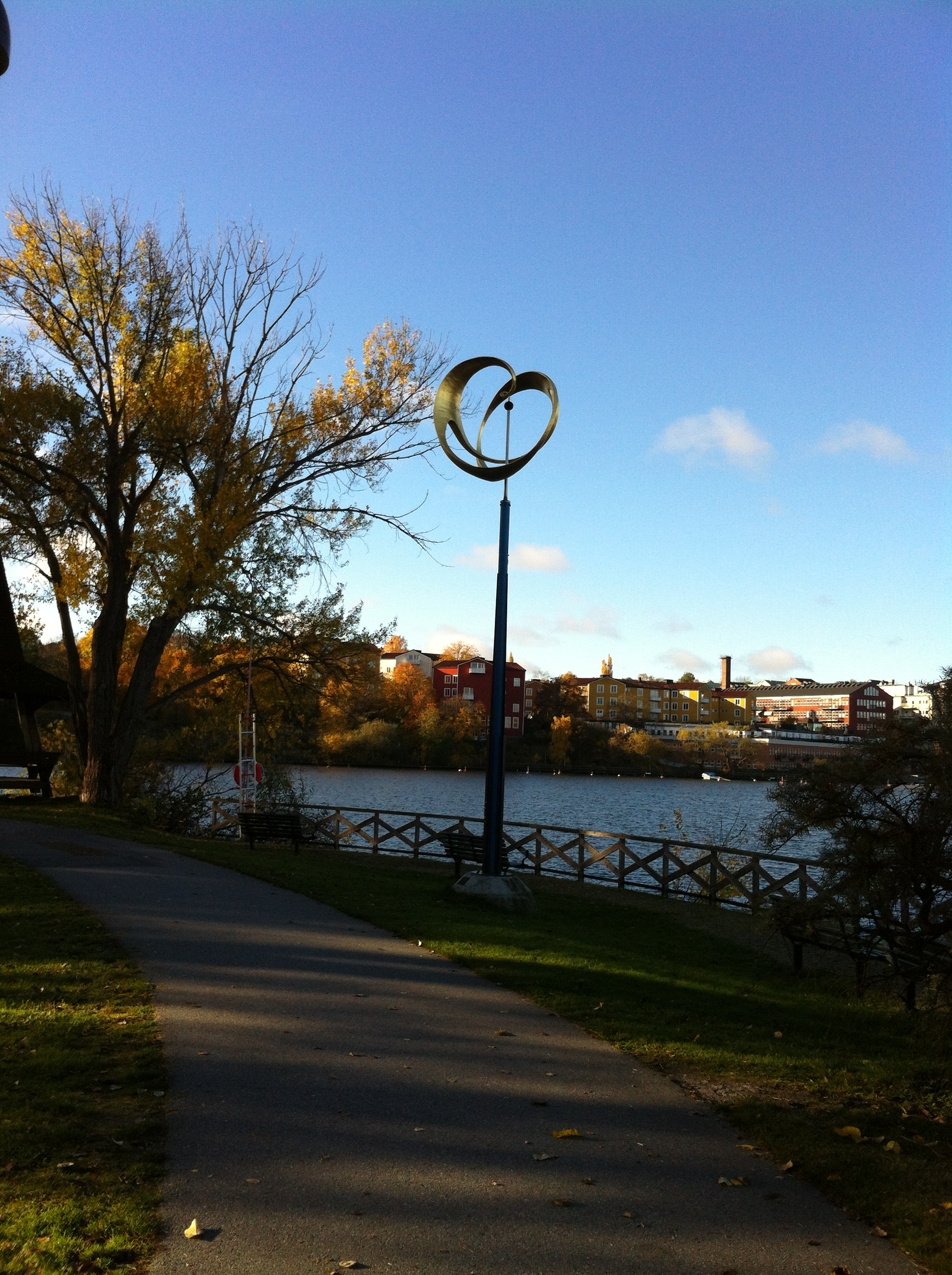
Galaxen på Reimersholme i Stockholm

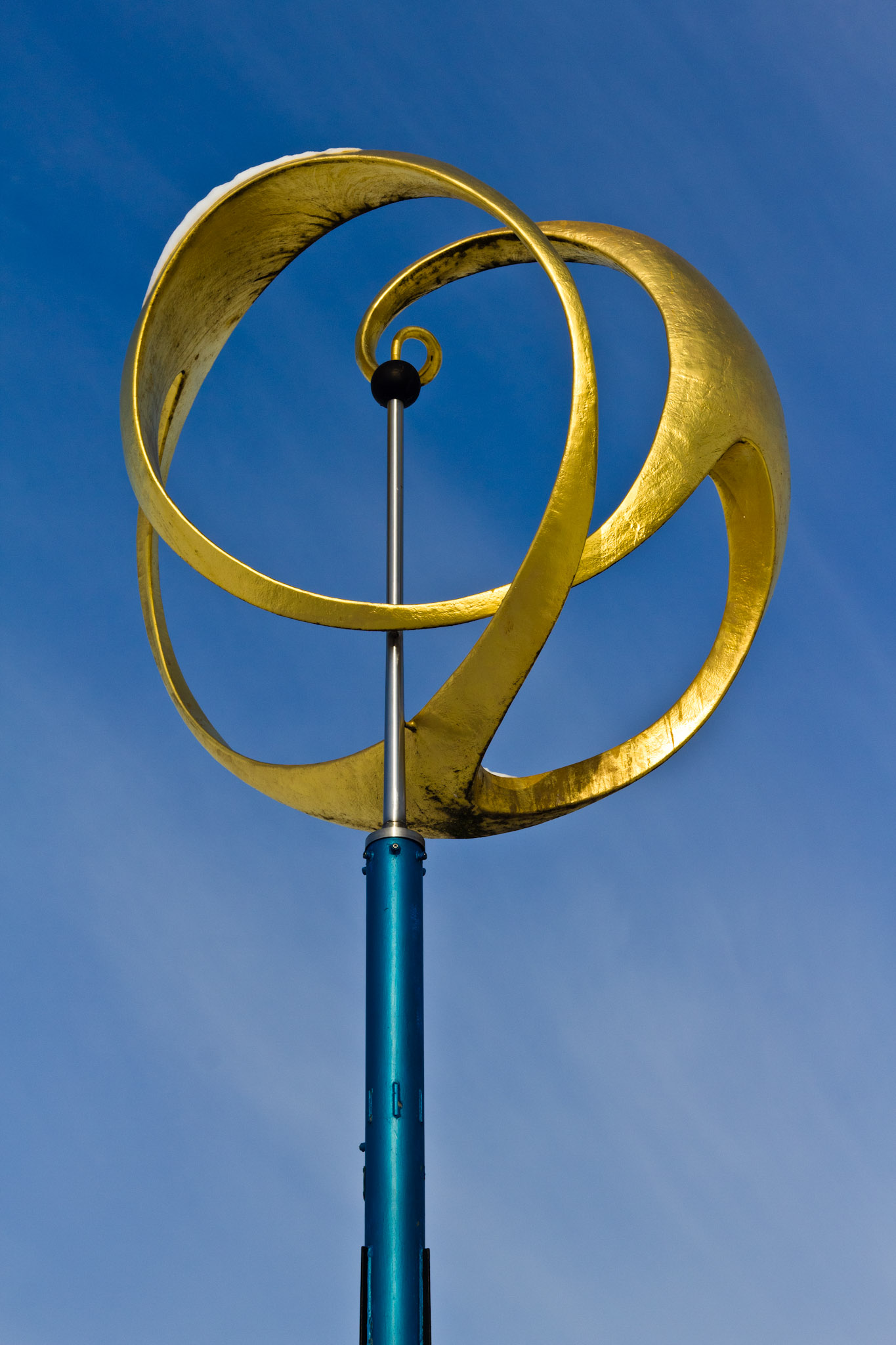
Galaxen, detalj

Nils Olof Evert "Nicke" Nixon, (före 1947 Eriksson), född 29 december 1912 i Västervik, död 13 juni 1998 i Östra Sönnarslöv i Skåne, var en svensk målare och skulptör.

## Biografi
Nils Nixon utbildade sig 1936–1939 på Tekniska skolan i Stockholm. Han var 1942–1946 konstruktionsritare åt armén och utvecklade sig som målare vid sidan om. Han iscensatte Walter Dicksons Det eldröda landskapet på Dramaten 1949. Under åren 1951 till 1977 var  Nixon lärare i konstpsykologi vid Konstfackskolan. 
Nixon har bland annat utfört en rad väggmålningar, abstrakta kompositioner med harmoniskt linje- och volymspel och välavvägda ljusdunkelfärger. Hans abstrakta skulpturer är vanligen gjorda av bonicell, skulpturen "Ensamheten" är den enda skulptur Nixon lät utföra i aluminium; endast två exemplar utfördes i aluminium.
Nixons verk finns bland annat på Moderna Museet och Norrköpings konstmuseum.

## Offentliga verk i urval
- Galaxen, skulptur, västra udden på Reimersholme i Stockholm

## Teater

### Scenografi
| År   | Produktion | Upphovsmän         | Regi               | Teater          |
| ---- | ---------- | ------------------ | ------------------ | --------------- |
| 1948 | Hamnen     | Carl-Axel Heiknert | Carl-Axel Heiknert | Studio Elddonet |

### Fotnoter
1. ↑  Sveriges Dödbok 1901–2009, DVD-ROM, Version 5.00, Sveriges Släktforskarförbund (2010).
2. ↑   Bra Böckers lexikon, 1978.
3. ↑  Moderna Museet
4. ↑  ”Teater Musik Film”. Dagens Nyheter:  s. 9. 3 mars 1948. Arkiverad från originalet den 25 september 2017. https://web.archive.org/web/20170925105444/https://cached-images.bonnier.news/swift/kb-archive-dn-web/helbild-dagens-nyheter-onsdag-3-mars-1948-sida-9_1950.jpeg. Läst 27 november 2021.